# Friedhof St. Zeno

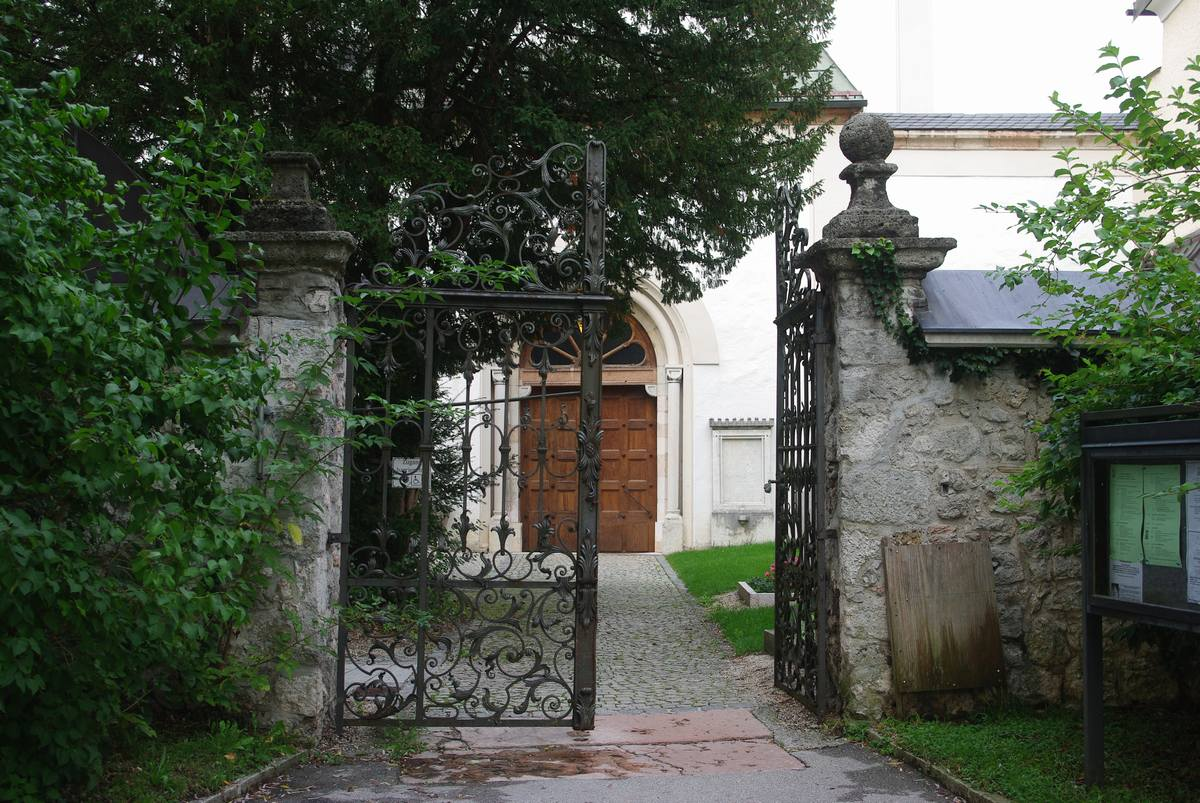
Südeingang, im Hintergrund das Hauptportal der Pfarrkirche

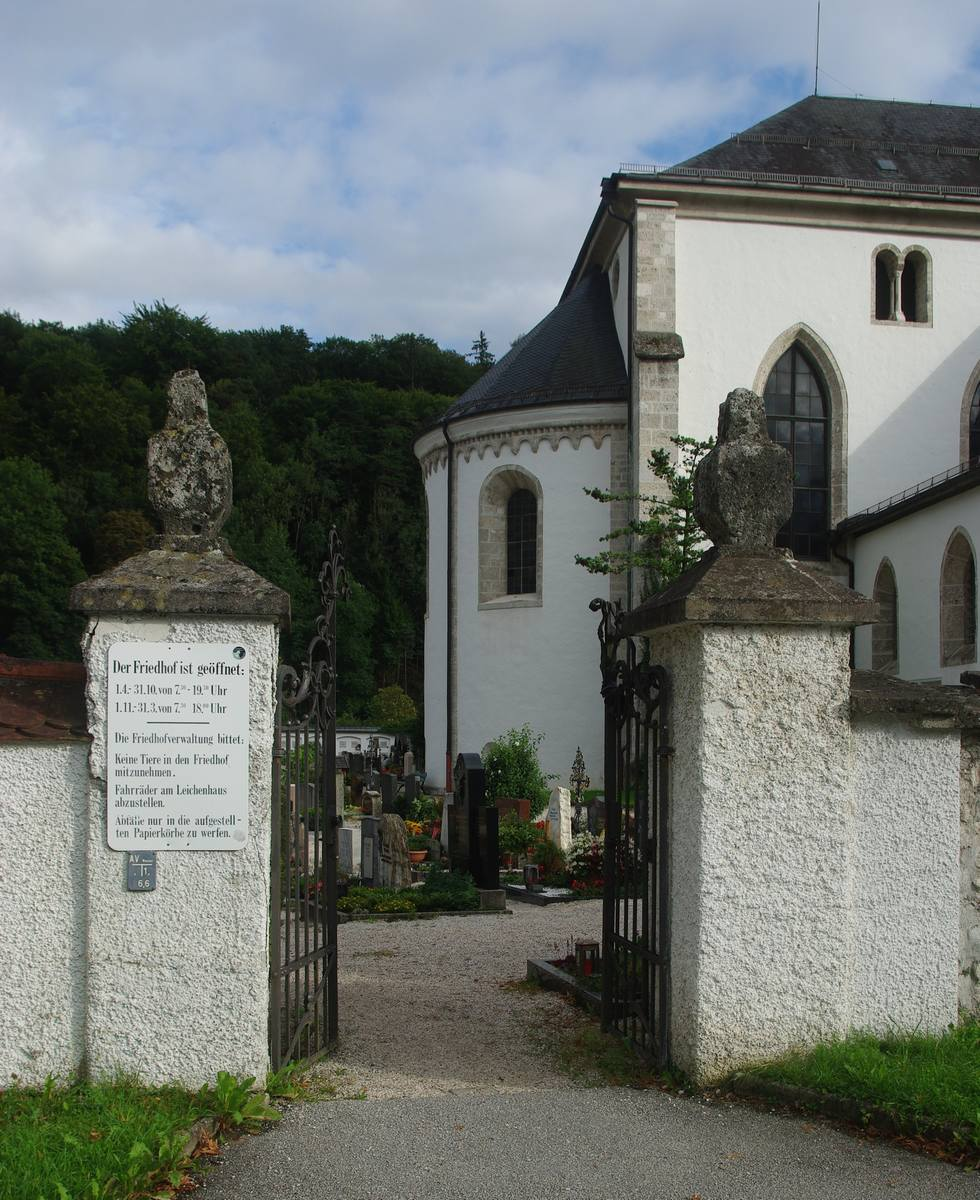
Kleiner Westeingang an der Salzburger Straße

Der Friedhof St. Zeno ist der größte Friedhof in Bad Reichenhall und umschließt größtenteils die Kirche St. Zeno. Weitere Friedhöfe im Stadtgebiet befinden sich in den Stadtteilen Karlstein beim Nonner Kirchlein und in Marzoll bei der Pfarrkirche St. Valentin.
Der alte Teil des Friedhofes sowie eine Grabsäule und das Kriegerdenkmal stehen unter Denkmalschutz und sind unter der Nummer D-1-72-114-137 in die Bayerische Denkmalliste eingetragen.

## Beschreibung
Der Friedhof von St. Zeno befindet sich an der Salzburger Straße in Bad Reichenhall und schließt direkt an die Kirche St. Zeno und das Kloster St. Zeno an. Die Mauer um den Friedhof wurde im 19. Jahrhundert errichtet, es befinden sich dort viele Grabmäler aus dem 19. und frühen 20. Jahrhundert. Der alte Teil des Friedhofes wird vom neuen Teil durch eine von Nordwesten nach Südosten verlaufende Mauer, die sich etwa 40 Meter hinter der Leichenhalle befindet, abgetrennt.

## Einzeldenkmäler

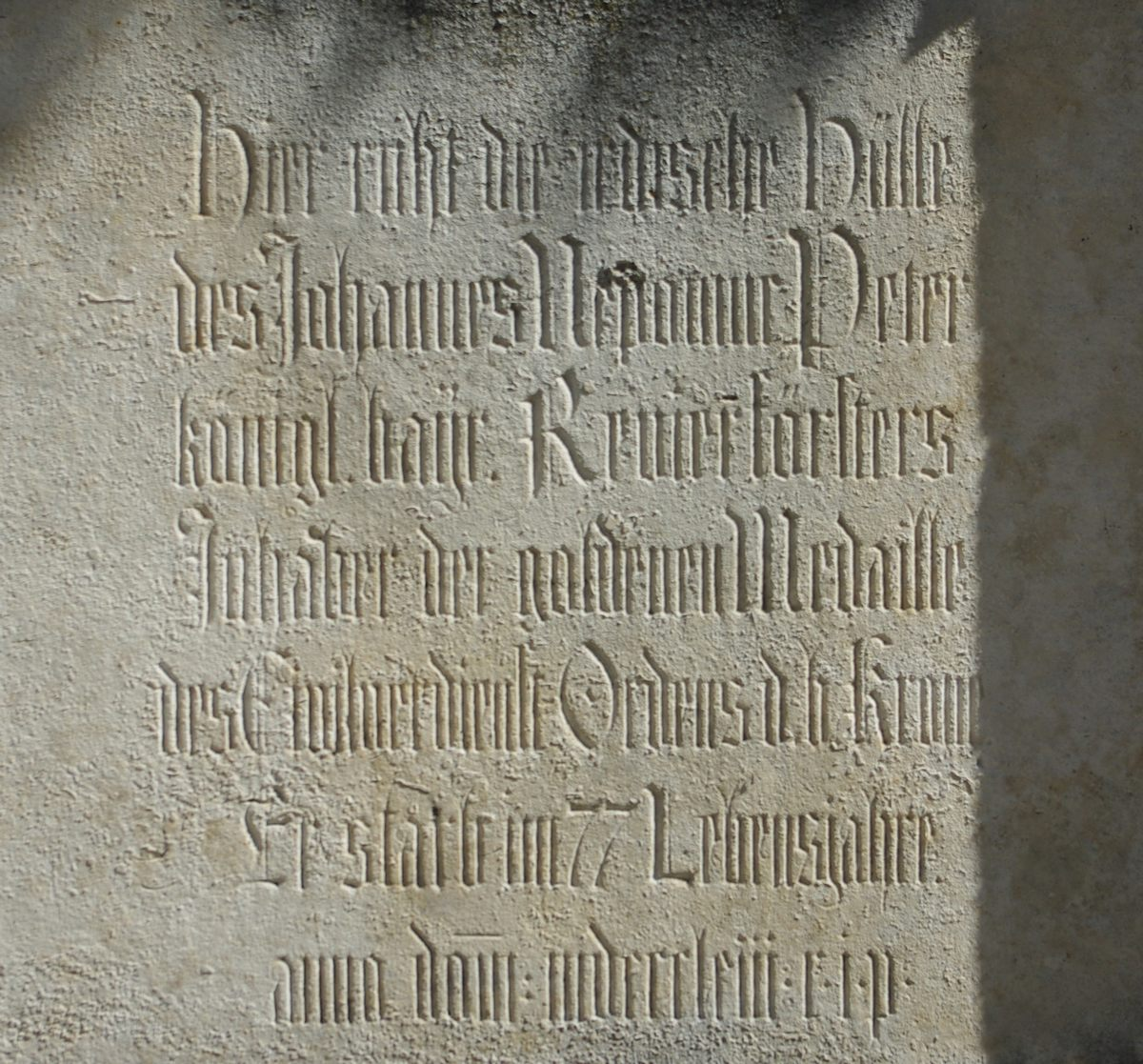
Inschrift Grabsäule

In der Beschreibung der Denkmäler gibt das Landesamt für Denkmalpflege folgende Objekte an:
- Friedhof, alter Teil; mit Ummauerung aus dem 19. Jahrhundert und Grabmälern aus dem 19. und frühen 20. Jahrhundert;
- Grabsäule (Grabdenkmal/Grabstele); Grabsäule für Johannes Nepomuk Peter, gotisierend, 1904;
- Kriegerdenkmal; Obelisk von 1871.

Neben Johannes Nepomuc Peter sind auf der Grabsäule am kleinen Seiteneingang noch dessen Neffe, der Wiener Magistratsrat Georg Holnsteiner, mit seiner Witwe Therese Holnsteiner vermerkt.
Am unteren, dunkleren Teil der Säule ist auf der östlichen Seite – unterhalb der Inschrift des Georg Holnsteiner – auch noch das Fräulein Insa von Helmreichen zu Brunnfeld (* 29. August 1816, † 27. Mai 1902) vermerkt. Virgil von Helmreichen zu Brunnfeld wurde nur wenige Jahre vor Insa von Helmreichen zu Brunnfeld geboren, sein Großvater war der Amtskastner in Kipfenberg Christoph Peter, der den gleichen Familiennamen trägt wie Johannes Nepumuc Peter.

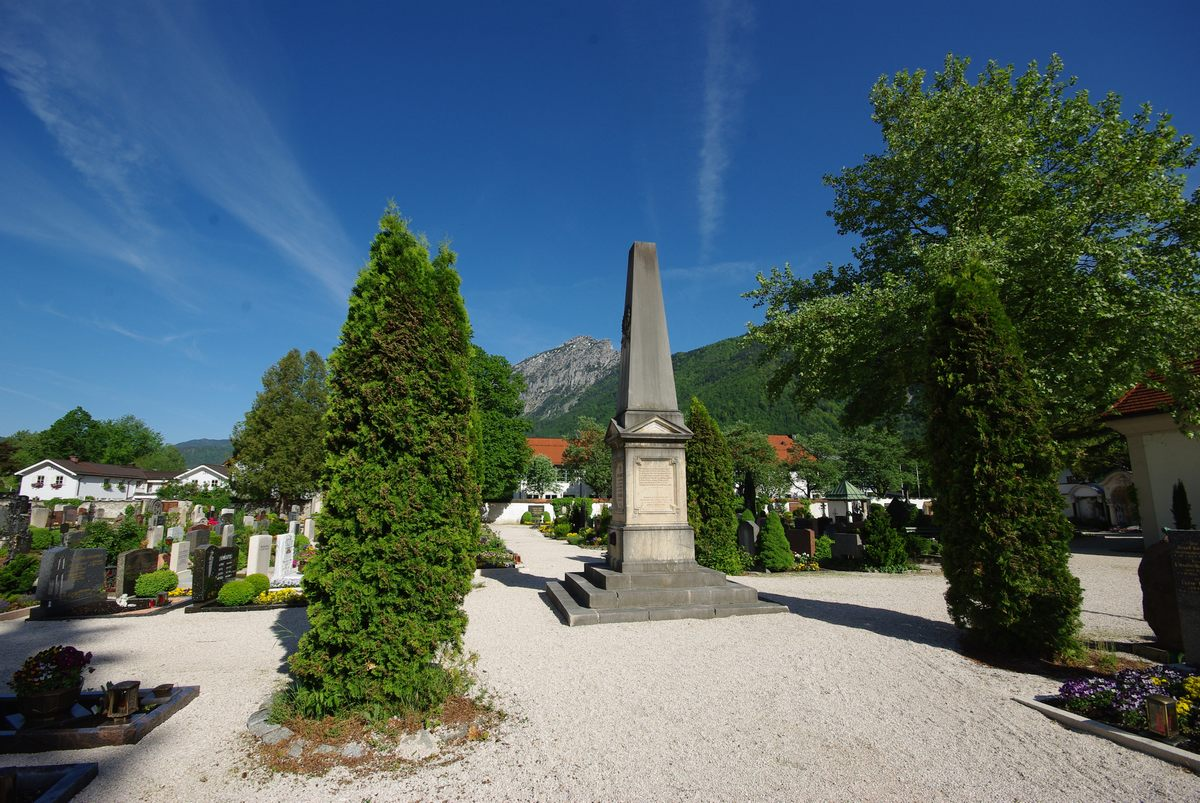
Kriegerdenkmal
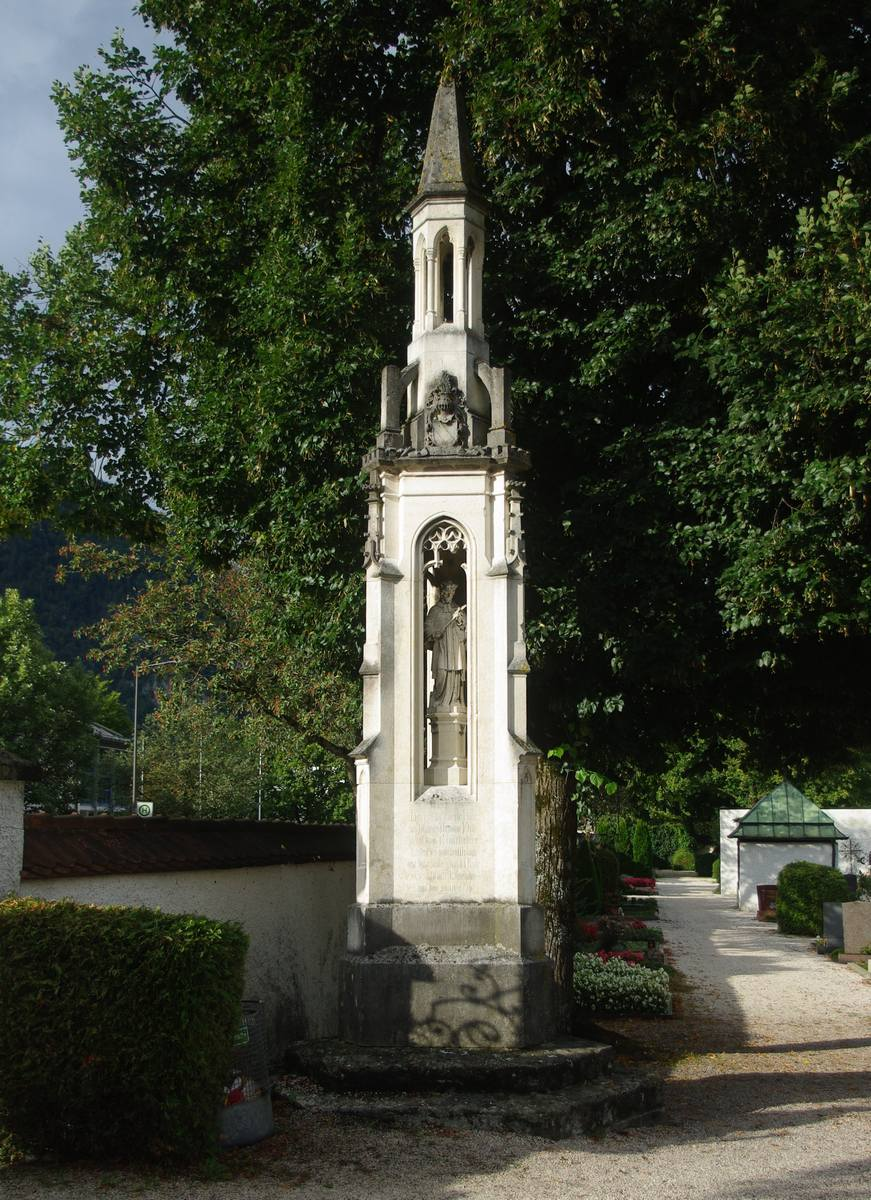
Grabsäule
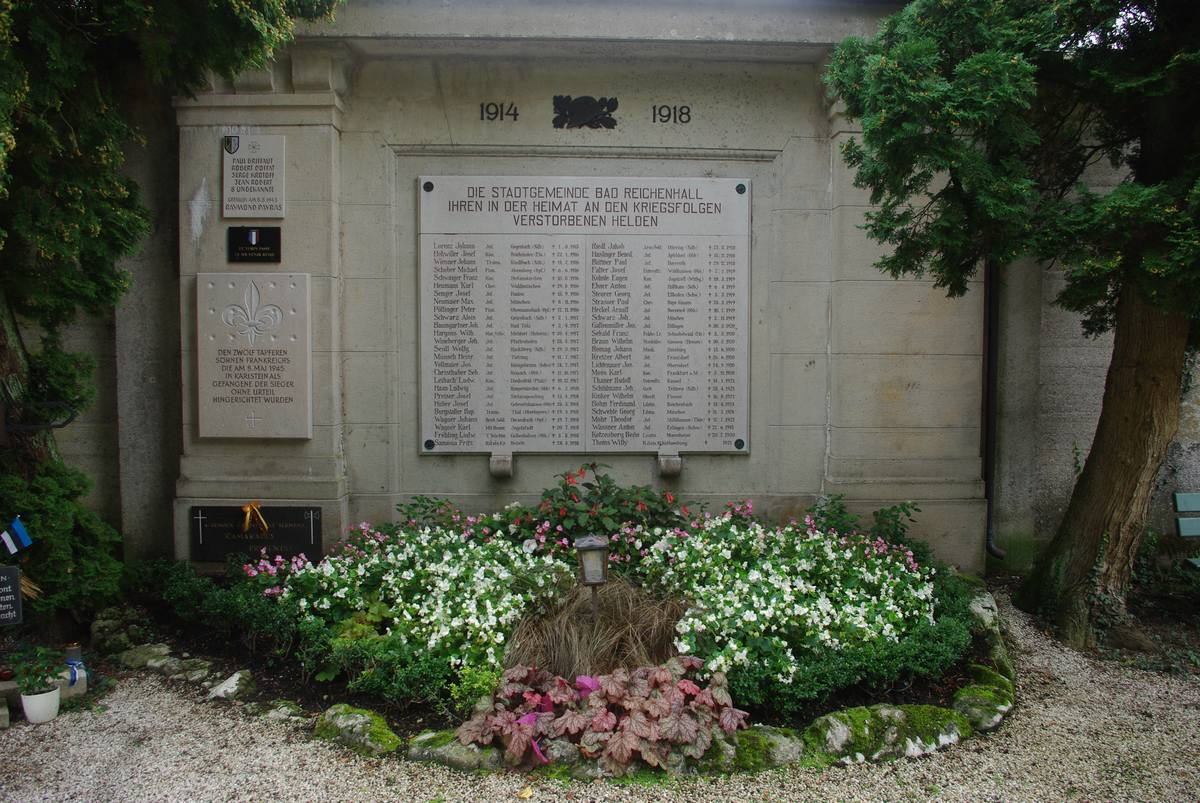
Gedenktafel Kriegsteilnehmer Erster Weltkrieg

## Gestaltung

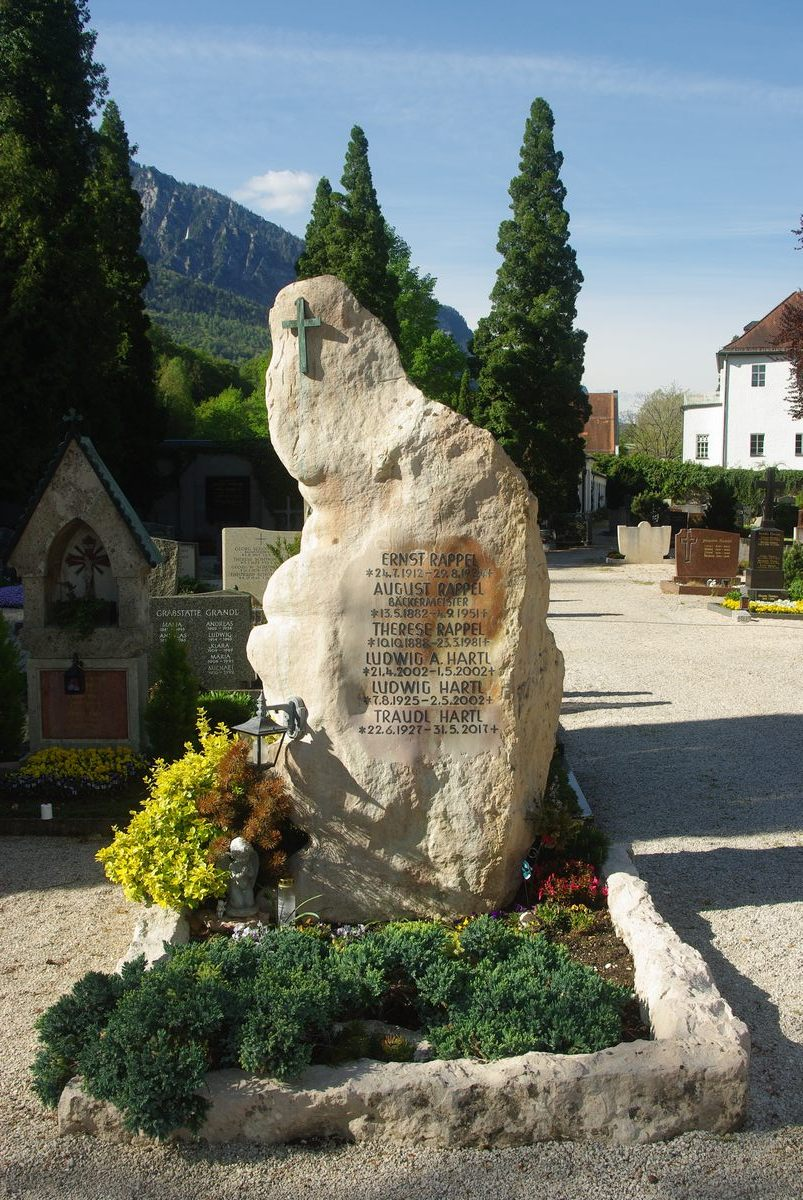
Unbehauener Naturstein als Grabstein

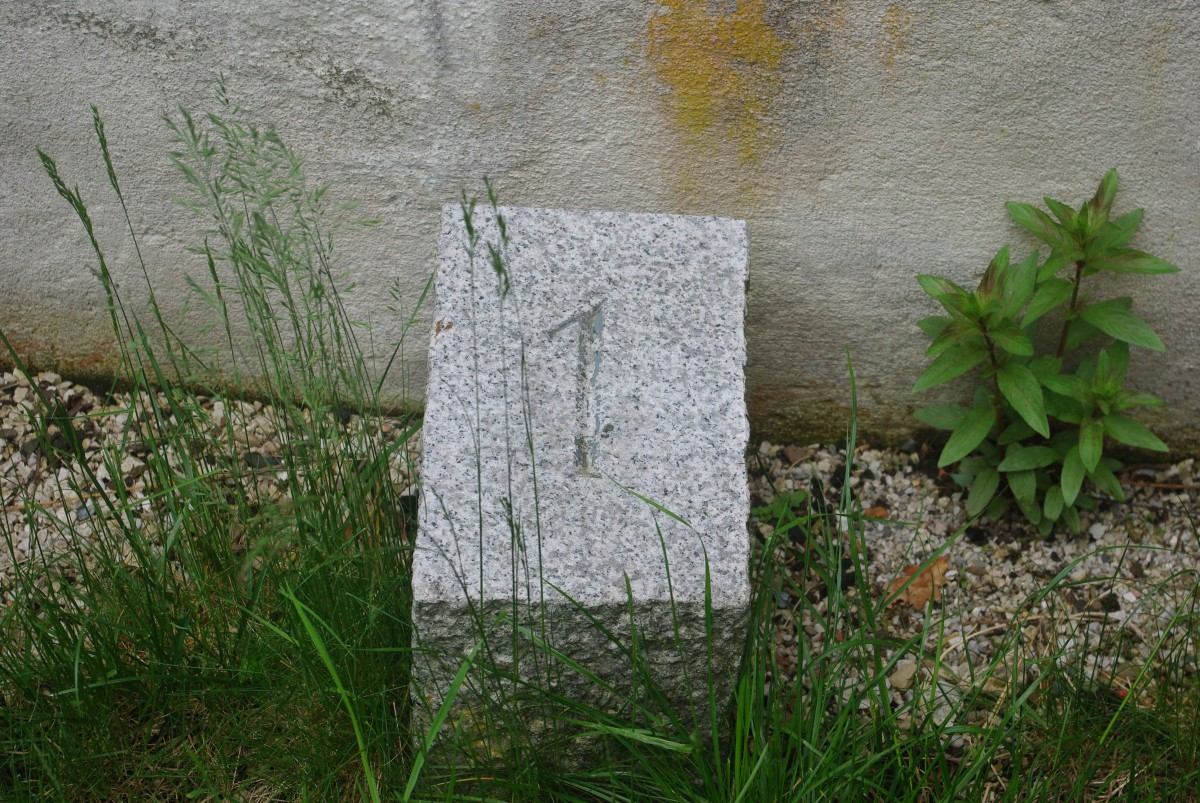
Hinweis Feld 1

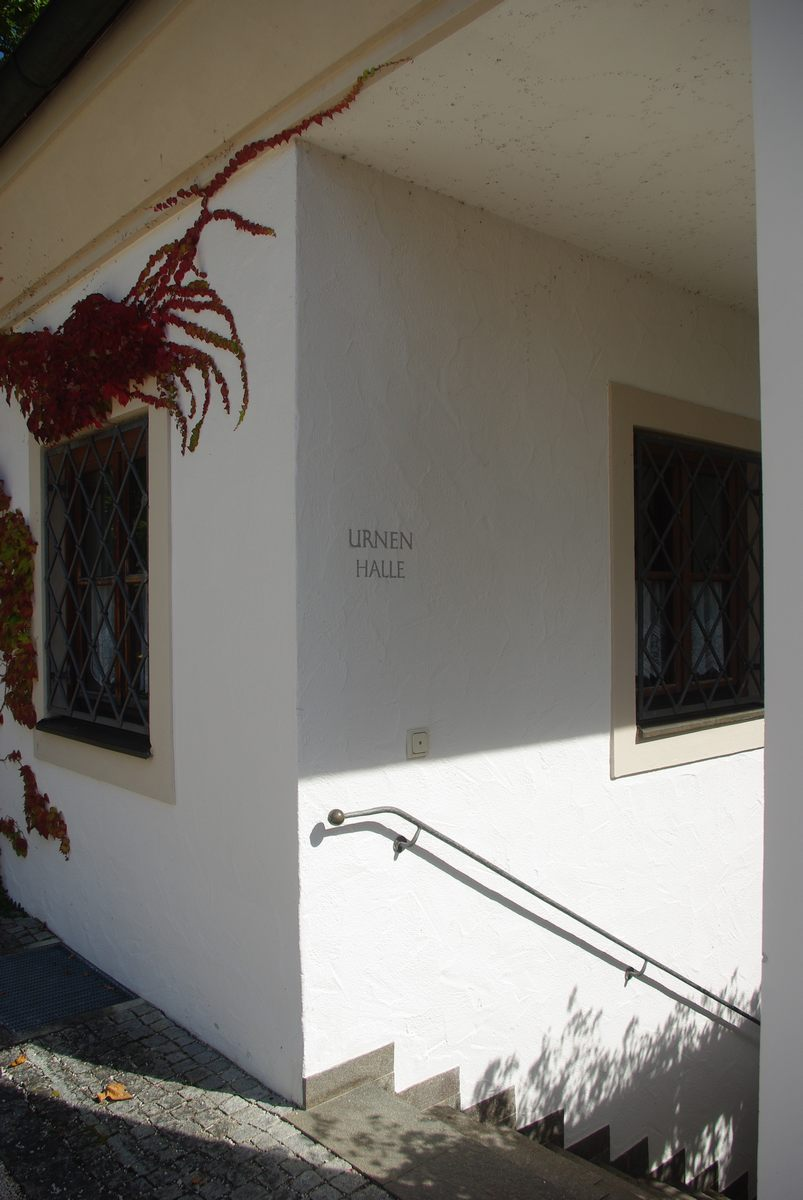
Zugang zur Urnenhalle

Die Grabstellen auf dem Friedhof St. Zeno sind überwiegend geometrisch in Feldern und Reihen angelegt. Die Wege und Zwischenräume zwischen den Grabstellen sind – mit Ausnahme der Zugänge zur Kirche vom südlichen Friedhofstor – gekiest. Die Felder sind mit quaderförmigen Steinen am Boden gekennzeichnet, die sich jedoch kaum von den gekiesten Wegen abheben. Nördlich der Aussegnungshalle und im neuen Teil des Friedhofs sind die Grabreihen durch niedrige Hecken gegliedert. In den Erdgräbern ist auch eine Urnenbeisetzung möglich, zusätzlich wurden in Teile der Friedhofsmauern Nischen für die Urnenbestattung eingebaut.
Auf dem Friedhof St. Zeno finden sich überwiegend rechteckige Grabsteine, verwendet werden dafür unterschiedlichste Materialien wie z. B. der regionale Untersberger Marmor. Geschmiedete oder geschnitzte Grabkreuze aus Eisen bzw. aus Holz, wie man sie in Bayern oft auf Friedhöfen findet, sind in St. Zeno die Ausnahme. Die Gräber haben in der Regel einen rechteckigen Grundriss und sind mit Kantsteinen eingefasst. Die Gräber wohlhabender Bürger sind meist direkt an den Friedhofsmauern platziert, sind größer und oft auch mit aufwendigen Steinmetzarbeiten verziert. Manche Gräber haben einen großen Findling anstelle eines Grabsteins und andere sind nur mit einer Grabplatte bedeckt.

### Urnenhalle
Zusätzlich zu den Nischen der Urnen in den Friedhofswänden und im neuen Kolumbarium befinden sich im Untergeschoss der Aussegnungshalle weitere knapp 300 Nischen für Urnenbestattungen.

### Neues Kolumbarium
Um die Jahrtausendwende wurde an den südwestlichen alten Teil des Friedhofs ein Kolumbarium angebaut. Die Stadtverwaltung und der Architekt haben sich dabei für ein „verwildertes Erscheinungsbild“ entschieden.

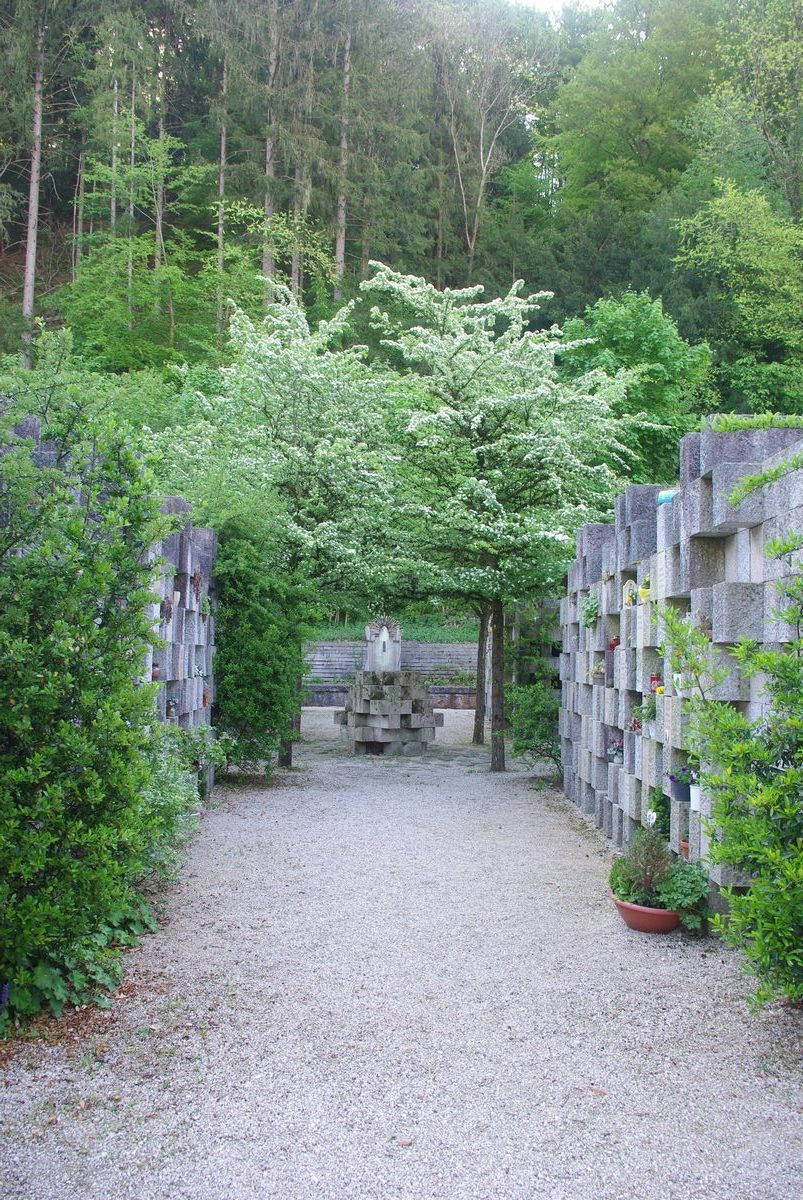
Blick ins Kolumbarium
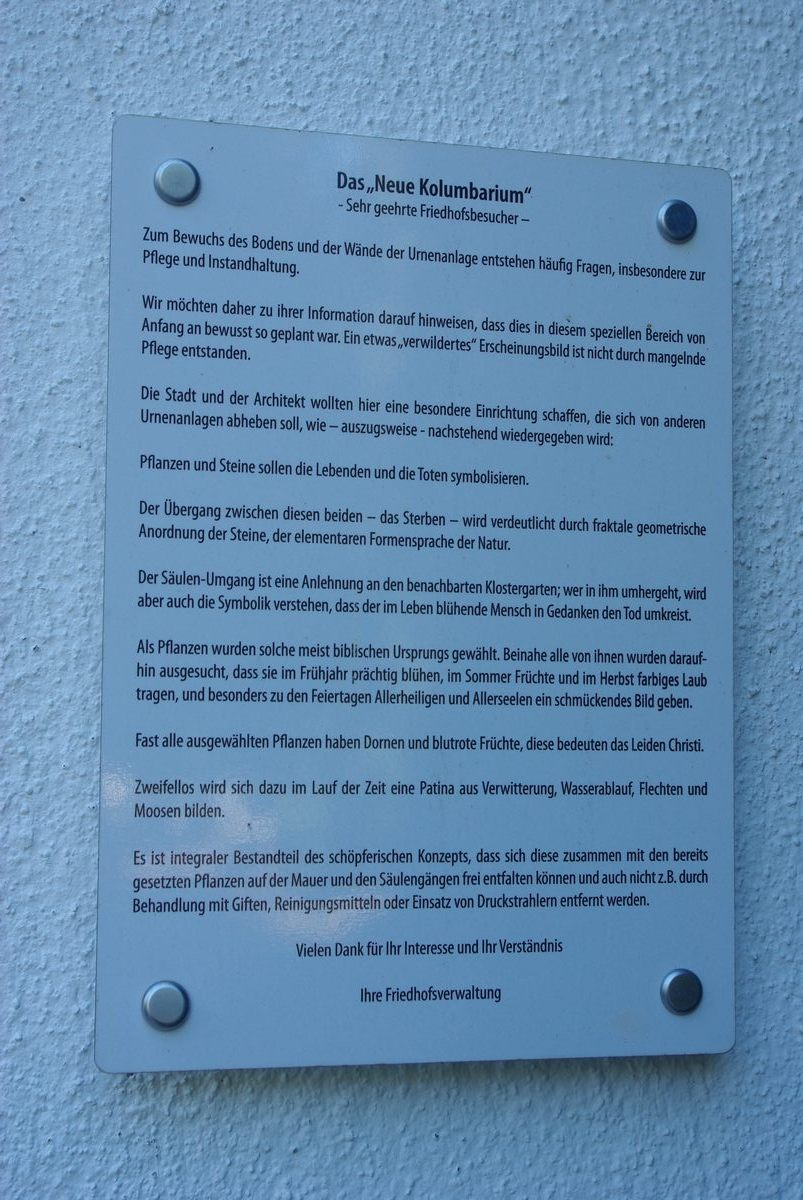
Hinweistafel
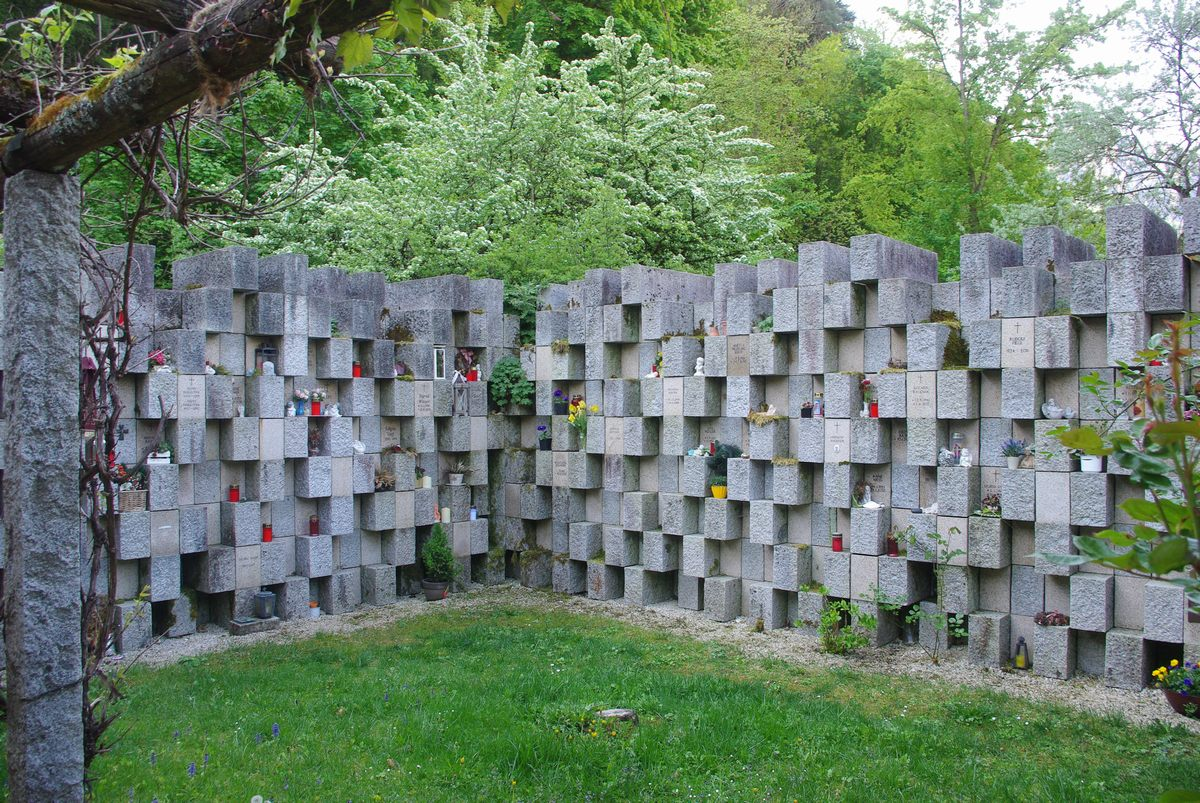
Urnenwand im Kolumbarium

## Aktuelle Situation

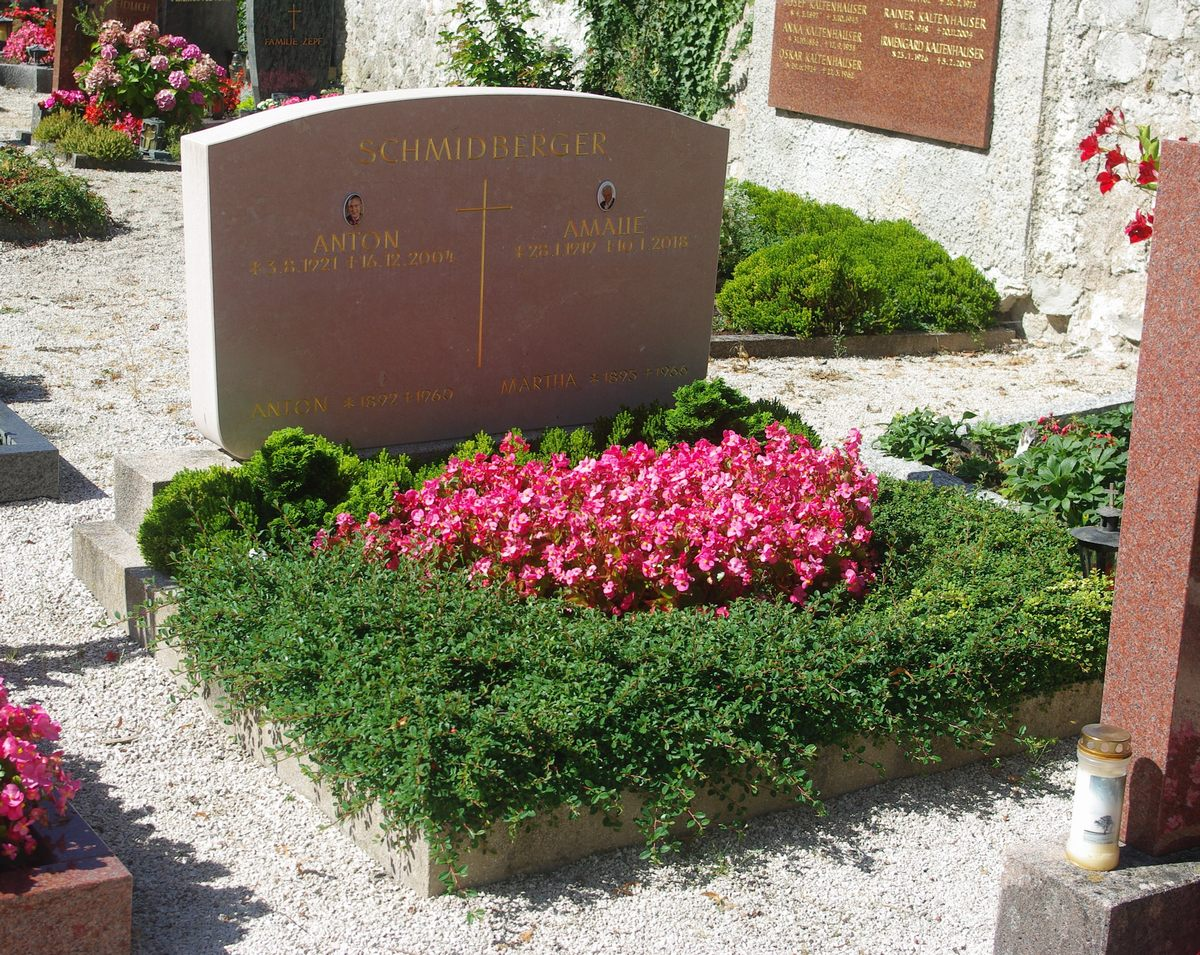
Grab Familie Schmidberger mit Grabstein aus Untersberger Marmor

Der Friedhof in St. Zeno leidet auch unter dem Trend zu Urnenbestattungen oder anonymen Bestattungen. Laut Friedhofswart kommen Urnen aktuell bei 80 % der Bestattungen zum Einsatz und 100 Auflassungen stehen nur noch 50 neue Gräber gegenüber. Dies zeigt sich in den Lücken zwischen den Gräbern, die vor allem im alten Teil des Friedhofs nordöstlich der Kirche immer größer und deutlicher werden. Ein Problem sieht der Friedhofswart in der kurzen Ruhezeit. Anders als z. B. im Friedhof in Marzoll mit 20 Jahren beträgt die Ruhezeit in St. Zeno nur zehn Jahre. Für diese kurze Zeit lohne sich oft auch die Anschaffung eines teuren Grabsteins nicht mehr. Um aufwendige Grabstellen vor der Auflassung zu bewahren, hat der Friedhofswart inzwischen zwei Gräber an der Mauer, die an die Leichenhalle anschließt, für sich selbst gekauft.
Laut dem örtlichen Steinmetz Andreas Zerle gehen die handwerklichen Arbeiten erheblich zurück. Aufwendige Grabgestaltungen, wie sie bereits sein Großvater in St. Zeno hergestellt hat, können heute bis zu 70.000 Euro kosten. Eine Ausgabe, die sich viele Familien nicht leisten können oder wollen. Er habe „noch genug Arbeit bis zur Rente“, sein Sohn wird jedoch das Familienunternehmen nicht mehr weiterführen. Zudem beschränkt sich die bildhauerische Tätigkeit des Steinmetzes heute überwiegend auf die Gravur der Namen. Die meisten Steine werden fertig bearbeitet aus China oder Indien importiert. Zudem seien es überwiegend Zuwanderer aus Osteuropa, die noch aufwendigere Erdbestattungen planen, dabei jedoch auf Grabsteine aus Fernost bestehen. Regionales Material wie der helle Untersberger Marmor – der in der Stadt auch als Baumaterial für die Kirche St. Zeno, die Triftanlagen oder den Grabenbach zum Einsatz kam und auch auf dem Friedhof in St. Zeno noch weit verbreitet ist – wird inzwischen im Schnitt nur noch ein Mal im Jahr für neue Gräber verwendet.

## Wichtige Gräber und Gedenktafeln
Die nachfolgende Tabelle gibt eine Übersicht über wichtige Grabstellen auf dem Friedhof St. Zeno sowie einige dazugehörige Informationen. Im Einzelnen sind dies:
- Name: Name des Familiengrabes oder des Verstorbenen.
- Erläuterung: Zusätzliche Informationen zum Verstorbenen oder der Familie.
- Lage: Lage der Grabstelle
- Bild: Bild des Grabes

### Grabstellen
| Name                             | Erläuterung | Lage                                                                                                 | Bild |
| -------------------------------- | --- | --- | ---- |
| Familie Aletsee                  | Karl Aletsee war Leiter der Stadtwerke und nach dem Zweiten Weltkrieg für den Wiederauf- und Ausbau der Elektroversorgung in Bad Reichenhall mit verantwortlich. | Nordwestlich der Apsis der Kirche.                                                                   |      |
| Grab der Armen Franziskanerinnen | Die Armen Franziskanerinnen („Mallersdorfer Schwestern“) waren bis ins Jahr 2000 im Städt. Krankenhaus tätig. | Nordwestlich der Apsis der Kirche.                                                                   |      |
| Familie Böhm                     | Karl Böhm war Baumeister und Architekt, der einige Villen im Ensemble Kurviertel sowie die Villa Buchhof in Nonn entworfen hat. | An der nördlichsten Mauer des alten Friedhofs.                                                       |      |
| Brandl, Franz Ritter von         | Franz Ritter von Brandl war Königlicher Oberbaurat, Träger des Ritterkreuzes und Bauleiter beim Neuen Schloss Herrenchiemsee und beim Schloss Neuschwanstein sowie Erbauer der Villa Diana in der heutigen Bahnhofstraße. | Direkt im Anschluss an das Westportal                                                                |      |
| Familie Fritzer                  | Die Familie Fritzer betreibt seit über hundert Jahren ein Sägewerk an der heutigen Loferer Straße (B20/B21). | Im nordwestlichen Abschnitt des alten Teils des Friedhofes.                                          |      |
| Familie Fuchs (Thomabauer)       | Sebastian Fuchs war der letzte Bürgermeister der Gemeinde Karlstein. | Alter Teil, nördlich der Apsis der Kirche.                                                           |      |
| Familie Gschwendtner             | Georg Gschwendtner (* 27. April 1904 † 21. September 1991) war Kirchenmaler, der bei unzähligen Kirchen der Region als Maler und Restaurator tätig war, u. a. war er 1967 bei der Renovierung des Innenraums der Kirche St. Zeno in Bad Reichenhall tätig. | Im nordwestlichen Abschnitt des alten Teils des Friedhofes.                                          |      |
| Familie Harl                     | Dr. Caspar Harl war ab 1885 Krankenhausarzt und ist Ehrenbürger der Stadt. Die Hofrat-Harl-Straße ist nach ihm benannt. | An der südlichsten Mauer, in unmittelbarer Nähe des Haupteingangs der Kirche.                        |      |
| Anderl Hinterstoißer             | Bergsteiger aus Bad Reichenhall, verunglückt bei einem Erstbesteigungsversuch 1936 in der Eiger-Nordwand; städt. Ehrengrab. | Nordwestlich der Apsis der Kirche                                                                    |      |
| Fritz Hofmann                    | Heimatpfleger, Kustos des Heimatmuseums, Autor und Ehrenbürger | Im nordwestlichen Abschnitt des alten Teils des Friedhofes.                                          |      |
| Familie Hünn                     | Carl Hünn leitete 1870 bis 1878 das Kurorchester, gründete die Stadtkapelle und komponierte das Reichenhaller Lied. Carl Hünn galt zudem als Vater der Armen. Das Restaurant „Hünn’s“ am Rathausplatz ist nach der Familie Hünn benannt. | An der Mauer, die in südöstlicher Richtung an die Leichenhalle anschließt.                           |      |
| Familie Juhasz                   | Albin Juhasz gründete kurz nach dem Zweiten Weltkrieg das erste Kaufhaus in Bad Reichenhall, das bis heute besteht. | An der Mauer, die in südöstlicher Richtung an die Leichenhalle anschließt.                           |      |
| Grabstätte der Karmeliten        | Ab 1934 war die St.-Ägidi-Kirche Klosterkirche der Karmeliten. | Nördlich der Aussegnungshalle                                                                        |      |
| Familie Köllensperger            | Dipl.-Ing. Reinhold Köllensperger war Besitzer der Predigtstuhlbahn. | Nordwestlich der Apsis der Kirche                                                                    |      |
| Familie Konrad                   | Rudolf Konrad war General der Gebirgstruppe der Wehrmacht. Seine Person ist bis heute umstritten, zwischen 1966 und 2012 war die General-Konrad-Kaserne in Bad Reichenhall nach ihm benannt. | An der südöstlichen Mauer zum Kirchholz.                                                             |      |
| Familie Leitner                  | Paul Leitner (1915–2013, „Leitner Pauli“) war ein Reichenhaller Original. Invalide des Zweiten Weltkriegs, bestieg trotz Verlust eines Beines nach einem Granattreffer an der Ostfront in Russland sechsmal mit von ihm selbst gebauten geländegängigen Krücken den Hochstaufen. Mit seinem Spezialfahrrad für einbeinigen Antrieb legte Leitner jährlich über 1000 km zurück und prägte auch damit bis ins hohe Alter von über 90 Lebensjahren das Bild der Kurstadt. Nur an Sonntagen oder zu besonderen Anlässen legte Leitner eine Prothese an. 2009 wurde sein Leben unter dem Titel „Das schier grausig scheene Leb´n des Leitner Pauli oder Paulis individuelles Recht auf Glück“ verfilmt und öffentlich im Kino aufgeführt. Leitner war der letzte lebende Miterbauer der Kapelle auf „seinem“ Hausberg, dem Staufen. Er starb am zweiten Weihnachtsfeiertag 2013 im Alter von 98 Jahren. Das Grab ziert eine Replik des Gipfelkreuzes auf dem Hochstaufen. Diese hat Paul Leitner eigenhändig angefertigt. | Alter Teil, nordwestlich des Glockenturms.                                                           |      |
| Familie Leupold/Gradinger        | Ludwig Leupold (1869–1945; Generalmajor, ab 1921 Kommandeur des 20. Bayerischen Infanterieregiments), war 1923 an der Niederschlagung des Hitlerputsches in München beteiligt. | Alter Teil, südlich der Aussegnungshalle                                                             |      |
| Familie Leuthenmayr              | Fam. Leuthenmayr besaß eine Latschenkiefernölbrennerei an der Nonner Straße in Bad Reichenhall und war – neben Mathias Mack und der späteren Josef Mack GmbH & Co. KG – der wichtigste Lieferant für Latschenkiefernöl, das in den Kurbetrieben in Bad Reichenhall und Kirchberg zum Einsatz kam. | Erstes Grab nördlich des Kriegerdenkmals                                                             |      |
| Familie Linder                   | Hans Linder (der „Schroffenwirt“) eröffnete in den ersten Jahren des 20. Jahrhunderts am Schroffen im heutigen Ortsteil Kirchberg eine Gaststätte mit angeschlossener Enzianbrennerei. Der Schroffen wurde bald Aushängeschild und beliebtes Ausflugsziel in der Stadt. | An der Mauer zur Salzburger Straße, nördlich des Leichenhauses.                                      |      |
| Familie Lossen                   | Wilhelm Lossen war Schriftsteller und Kreisheimatpfleger. Er wurde ab dem 5. Mai 1953 in der Nähe der Pankrazkirche vermisst und erst am 11. Mai gefunden. Der langjährige Vorsitzende des Kurvereins und des Alpenvereins starb an einem Herzinfarkt. | Alter Teil, östlich der Aussegnungshalle.                                                            |      |
| Familie Macher/Enzinger          | Die Familie Macher/Enzinger betreibt bis heute eine bekannte Schreibwarenhandlung am Wörgötterplatz. | Neuer Teil, nördlicher Abschnitt, westliche Reihe                                                    |      |
| Ernst Mack                       | Ernst Mack war der älteste Sohn von Mathias Mack und Gründer des Dianabades. Er richtete dort mit den Kurärzten Dr. Friedrich Kammerer und Georg von Liebig sowie mit dem Wiener Klimatologen Dr. Rudolph Ritter von Vivenot die weltberühmten Pneumatischen Kammern ein. Josef Mack ist sein jüngerer Bruder. Dr. Karl Schöppner (andere Quellen: Dr. Carl Schöppner) war Kurarzt und Gründer der freiwilligen Sanitätskolonne, Mitglied der Freiwilligen Feuerwehr, Vorstand der Liedertafel, gründete die Reichenhaller Schlaraffia und war im Verein der Badeärzte und in der Gesellschaft für innere Medizin engagiert, Schwiegersohn des Ernst Mack. Nach ihm ist die Dr.-Carl-Schöppner-Straße benannt. | Südöstlich des Leichenhauses unweit des Grabes seines Bruders Josef Mack.                            |      |
| Josef Mack                       | Sohn des Mathias Mack und jüngerer Bruder des Ernst Mack. Übernahm die Kur-Apotheke seines Vaters und baute die Produktion von Latschenkiefernölprodukten weiter aus. Später gründete er die Josef Mack GmbH & Co. KG, die bis heute seinen Namen trägt und immer noch verschiedenste Latschenkiefernölprodukte herstellt. | An der Mauer, die in südöstlicher Richtung an die Leichenhalle anschließt.                           |      |
| Lieselotte Mertig                | Mertig verfasste mehrere Werke zur Heimat- und Ortsgeschichte, u. a. über die vorgeschichtlichen Siedlungsplätze von Karlstein und die Siedlungen im Langackertal. | Nördlich der Mauer, die in nordöstlicher Richtung an die Aussegnungshalle anschließt.                |      |
| Familie Michl                    | Anton „Toni“ Michl. Michl war Bergführer und verunglückte im Bereich des Dreisesselbergs im Lattengebirge. In der Nähe ist der Toni-Michl-Steig nach ihm benannt. | Alter Teil, südlich der Apsis der Kirche.                                                            |      |
| Familie Moisl                    | Die Familie Moisl besaß einen Bauernhof und eine Bäckerei in St. Zeno. Der dortige Teil der Salzburger Straße hieß deshalb früher Moisl-Kurve. Anna und Mathias Moisl starben am 25. April 1945 beim Luftangriff auf Bad Reichenhall, als das Haus Salzburger Straße 48 von einer Bombe getroffen wurde. Alois Moisl (1935–2017) war Pyrotechniker, bei Stadtfesten oder Konzerten des Kurorchesters wurde er regelmäßig engagiert. | Direkt am kleinsten der westlichen Zugänge zum Friedhof.                                             |      |
| Familie Neumeyer                 | Max Neumeyer war von 1964 bis 1988 Oberbürgermeister der Stad Bad Reichenhall. | Neuer Teil, nördlicher Abschnitt, westliche Reihe.                                                   |      |
| Familie Oberarzbacher            | Die Familie Oberarzbacher war über mehrere Generationen hinweg Inhaber des Hotels Erika. | Alter Teil, in unmittelbarer Nähe des kleinen Seiteneingangs.                                        |      |
| Familie Oberascher               | Die Glockengießerei Oberascher aus Salzburg betrieb im 19. Jahrhundert in der Salzburger Straße eine Zweigniederlassung. Das Geläut der Kirche St. Zeno wurde durch Johann Baptist Oberascher in Salzburg gegossen, in Bad Reichenhall entstanden etwa 80 Glocken für Süddeutschland. | Nördlich der Aussegnungshalle.                                                                       |      |
| Familie Pachmayr                 | Dr. Pachmayr baute das Bad in Kirchberg erheblich aus und verwandelte es vom ehemaligen „Dienstbotenbad“ in ein modernes Pendant des benachbarten Reichenhall. | Alter Teil, an der Mauer die nordwestlich an die Aussegnungshalle anschließt.                        |      |
| Familie Paepke                   | Gustav Paepke war Direktor der Kurkapelle. Er komponierte zahlreiche Werke, darunter der Marsch Hoch Reichenhall und der Walzer Reichenhaller Erinnerungen. 1903 erhielt er die goldene Medaille für Kunst und Wissenschaft. Nach ihm ist die Paepkestraße am Rupertuspark benannt. | Im nordwestlichen Abschnitt des alten Teils des Friedhofes.                                          |      |
| Pankraz Potschacher              | „Grazei“ Potschacher war über Jahrzehnte Wirt auf der Zwieselalm. | Alter Teil, östlich der Apsis der Kirche                                                             |      |
| Günther Rall                     | Generalleutnant der Luftwaffe der Bundeswehr | |      |
| Grabstelle Reichenbach           | Frauen des Georg von Reichenbach und des Karl Reichenbach. | An der Südmauer der Kirche, links vom Hauptportal.                                                   |      |
| August Röhm                      | August Röhm war Besitzer des Bürgerbräu Bad Reichenhall, auf ihn geht die heutige Firmenbezeichnung „Bürgerbräu Bad Reichenhall August Röhm & Söhne KG“ zurück. | An der nördlichsten Wand des alten Friedhofs.                                                        |      |
| Familie Rosa                     | Die Familie Rosa waren die letzten Betreiber der Kronen-Apotheke, der zweitältesten Apotheke in Bad Reichenhall nach der Kur-Apotheke. | Alter Teil, östlich, am Durchgang zu den Urnengräbern.                                               |      |
| Adolf Schiel                     | Adolf Schiel war deutscher Offizier, Farmer in Südafrika und Befehlshaber des deutschen Freikorps im Burenkrieg von 1899 bis 1902. | An der südöstlichsten Mauer direkt am Kirchholz.                                                     |      |
| Familie Schmid                   | Dr. Adolf Schmid war kgl. Hofrat und Kurarzt und ist Ehrenbürger der Stadt. Förderte ab 1873 die Entwicklung des Kurbetriebs, führte die Hydrotherapie als wichtiges Kurmittel ein und gründete eine Kinderheilstätte. Nach ihm ist die Adolf-Schmid-Straße benannt. | An der südöstlichsten Mauer direkt am Kirchholz.                                                     |      |
| Familie Schöndorfer              | Bauunternehmer aus Bad Reichenhall. Georg W. Schöndorfer verfasste das Buch Das Kirchberg-Schlössl in Bad Reichenhall und sein historisches Umfeld. | Alter Teil, südlich der Aussegnungshalle.                                                            |      |
| Familie Schöpf                   | Die Familie Schöpf waren Inhaber des Hofwirts unweit des Friedhofs. Nach ihrem Tod haben sie den Grundbesitz der Stadt Bad Reichenhall vererbt. | Direkt am Leichenhaus.                                                                               |      |
| Familie Simonini                 | Dr. Angelo Simonini war Bakteriologe und Doktor der Chemie. Nach ihm wurde die Simonini-Reaktion benannt. | Südöstlich des Leichenhauses.                                                                        |      |
| Familie Seethaler                | Alois Seethaler war Hotelier und Initiator zahlreicher Einrichtungen in Bad Reichenhall. Anfang des 20. Jahrhunderts sorgte er als Besitzer für den Neubau des Hotels Axelmannstein und war treibende Kraft hinter der Errichtung der Predigtstuhlbahn und des Kurmittelhauses. | An der Mauer, die in östlicher Richtung an die Apsis der Kirche anschließt.                          |      |
| Familie Spieldiener              | Alois Spieldiener war Café- und Molkereibesitzer. Das Café Spieldiener wird heute noch betrieben und befindet sich an der Ecke Kurstraße/Salzburger Straße in der Fußgängerzone. | Nördlich der Apsis der Kirche.                                                                       |      |
| Familie Stolz                    | Sebastian Stolz war Bürgermeister von Bad Reichenhall. Er ist Ehrenbürger von Bad Reichenhall, nach ihm ist die Sebastian-Stolz-Straße benannt. | Neuer Teil, nördlicher Abschnitt, westliche Reihe.                                                   |      |
| Ottilie Trätzl Familie Wimmer    | Ottilie Trätzl förderte künstlerische und wirtschaftliche Bestrebungen und gilt als große Wohltäterin der Stadt. Sie stiftete die Straßenbeleuchtung in St. Zeno und spendete große Summen für den dortigen Liederkranz und die Feuerwehr. Sie stiftete zudem hohe Summen an den Armenhausbaufond, für die Armenunterstützung und für den Lehrlingsschutz. Die Stadt erhielt 34.000 Mark Verkaufserlös aus der Villa Kreszenzia nach ihrem Tode. Nach ihr ist die Ottilienstraße benannt. | Zwischen Seiteneingang der Kirche und dem südlichen Eingang des Friedhofes an der Salzburger Straße. |      |
| Familie Utz                      | Willibald „Willy“ Utz, zuletzt Generalleutnant, war Kriegsteilnehmer im Ersten und Zweiten Weltkrieg. Er war unter anderem Kommandeur der 100er Jager (Gebirgsjäger-Regiment 100), das in der Reichenhaller Kaserne stationiert war. | Südöstlich der Aussegnungshalle.                                                                     |      |
| Familie Waschow                  | Gustav Waschow, „Heldenbariton“, Oberregisseur und Intendantsrat. | Nordöstlich der Apsis der Kirche.                                                                    |      |
| Wassermann und Nachfahren        | Franz Anton Wassermann gründete die Eisenwarenhandlung in der Poststraße, die bis in die 2010er Jahre von seiner Familie als F. A. Wassermann’s Nachf. KG geführt wurde. Josef Weiß war Nachfahre des F.A. Wassermann, leitete den Familienbetrieb und war von 1894 bis 1899 Bürgermeister. Unter seiner Amtsführung erwarb die Stadt die damals in Privatbesitz befindlichen Gaswerke und die Elektricitäts-Werke Reichenhall. Nach Josef Weiß ist die Weißstraße benannt. | Direkt vor dem Hauptportal der Kirche.                                                               |      |
| Karl Weiß                        | Weiß war 1. Bürgermeister der Stadt Bad Reichenhall von 1926 bis 1934 sowie von 1945 bis 1946. Ehrenbürger und Inhaber des Verdienstkreuzes 1. Klasse des Verdienstordens der Bundesrepublik Deutschland. Nach ihm ist die Karl-Weiß-Straße benannt. | Nordwestlich der Leichenhalle, direkt an der Mauer zur Salzburger Straße.                            |      |
| Familie Wiedemann                | Druckereifamilie, veröffentlichte mehrere Jahrzehnte lang das Reichenhaller Tagblatt | An der Mauer, die in südöstlicher Richtung an die Leichenhalle anschließt.                           |      |
| Max Wiedemann                    | Max Wiedemann stammte auch aus der Druckereifamilie Wiedemann und lange Zeit Besitzer und Hauptschriftsetzer des Reichenhaller Tagblatts. Er wurde am 3. Mai 1945 – kurz vor dem Einmarsch der Amerikaner in Bad Reichenhall und kurz vor dem Ende des Zweiten Weltkriegs in Europa – auf offener Straße von einem SS-Mann erschossen, weil er sich weigerte, ihm sein Fahrrad auszuhändigen. | In der Nähe des nördlichen Seitenportals der Kirche.                                                 |      |
| Familie Wieninger                | Familie Wieninger, Teil der Brauereifamilie, die bis heute die Brauerei Wieninger im nicht weit entfernten Teisendorf betreibt. | An der Mauer, die in südöstlicher Richtung an die Leichenhalle anschließt.                           |      |
| Familie Zugschwerdt              | Max Zugschwerdt war Begründer der Reichenhaller Zeitung; ab 2. Januar 1841 Erstausgabe des Wochenblattes für das Königliche Landgericht Reichenhall, ab 1850 Grenzbote. Später Reichenhaller Tagblatt – Der Grenzbote jetzt Reichenhaller Tagblatt. Nach ihm ist die Max-Zugschwerdt-Straße benannt. | An der Mauer, die in südöstlicher Richtung an die Leichenhalle anschließt.                           |      |

### Opfer des Luftangriffs
Der Luftangriff auf Bad Reichenhall am 25. April 1945 forderte über 200 Opfer. Ein großer Teil der Opfer wohnte in der Stadt und wurde deshalb auch auf dem Friedhof in St. Zeno bestattet. Heute finden sich noch einige Grabstellen, die direkt den Opfern des Luftangriffs zugeordnet werden können.
| Name                    | Erläuterung, Fundort der Opfer | Lage                                                                     | Bild |
| ----------------------- | --- | ------------------------------------------------------------------------ | ---- |
| Alexander Baunacher     | Alexander Baunacher (13 Jahre, Schneiderlehrling), im Krankenhaus gestorben | In der Nähe des Seiteneingangs der Kirche                                |      |
| Karl Bechert            | Karl Bechert (48 Jahre, Oberwerkmeister), Frühlingstraße 15, im Krankenhaus gestorben | In der Nähe des Seiteneingangs der Kirche                                |      |
| Familie Belling/Kerling | Elisabeth Belling (56 Jahre, Ehefrau) und Elisabeth Kerling (26 Jahre, Dipl.-Schneidermeisterin), beide Poststraße 3. | In der Nähe des Seiteneingangs der Kirche                                |      |
| Paula Frauendorfer      | Paula Frauendorfer (66 Jahre, Ordensschwester der Englischen Fräulein), Salinenstr. 5. | Nördliche Außenmauer Chor.                                               |      |
| Aquilina Fuchs          | Aquilinia Fuchs (68 Jahre, Ordensschwester der Englischen Fräulein), Salinenstr. 5. | Nördliche Außenmauer Chor.                                               |      |
| Max Karl                | Max Karl (51 Jahre, Schuhmachermeister), Salinenstr. 6 | Nordöstlich der Apsis der Kirche.                                        |      |
| Heinz Kirsch            | Heinz Kirsch (6 Jahre), Frühlingstr. 9. | Nordöstlich der Apsis der Kirche.                                        |      |
| Agnes Lobensommer       | Agnes Lobensommer (18 Jahre, Angestellte), Salinenstraße; im Krankenhaus verstorben. Es ist unklar, ob Ludwig und Josef Lobensommer auch dem Luftangriff zum Opfer fielen. Zwölf Opfer, die nicht identifiziert werden konnten, sowie die zwölf vermissten Personen führt Fritz Hofmann in Die Schreckensjahre von Bad Reichenhall nicht namentlich auf. Beide – wie auch Hans Lobensommer – finden sich jedoch auch nicht in Hofmanns Aufstellung zu den gefallenen und vermissten Soldaten des Zweiten Weltkriegs. | Grab seit etwa 2020 aufgelassen (alter Teil, nördlich Aussegnungshalle). |      |
| Adolf Martienssen       | Adolf Martienssen (45 Jahre, Diplomingenieur), Alte Saline. | Alter Teil, südöstlich Aussegnungshalle.                                 |      |
| Familie Moisl           | Anna Moisl (Haustochter, 37 Jahre) und Mathias Moisl (Bäckermeister, 79 Jahre), beide Salzburger Str. 48. Die Familie Moisl besaß einen Bauernhof und eine Bäckerei in St. Zeno. Der dortige Teil der Salzburger Straße hieß deshalb früher Moisl-Kurve. Dort wurde durch einen Bombentreffer die Wasserleitung zerstört, was die Brandbekämpfung in der näheren Umgebung erheblich erschwerte. | Direkt am kleinsten der westlichen Zugänge zum Friedhof.                 |      |
| Karl Rapold             | Karl Rapold (54 Jahre), Salzburger Str. 48. | Nördlich der Werktagskapelle.                                            |      |
| Petronilla Schafstadler | Petronilla Schafstadler (53 Jahre, Ordensschwester der Englischen Fräulein), Salinenstr. 5. | Nördliche Außenmauer Chor.                                               |      |

### Pfarrer von St. Zeno
| Name                 | Erläuterung | Lage                                             | Bild |
| -------------------- | --- | ------------------------------------------------ | ---- |
| Eugen Abele          | Pfarrer von St. Zeno, ließ Anfang des 20. Jahrhunderts den einheitlich weißen Innenraum der Kirche neu gestalten. | An der Außenmauer des nördlichen Seitenschiffes. |      |
| Johann Nepomuk Doff  | Pfarrer und Institutsinspektor in St. Zeno, ließ ein Betzimmer an der Südseite des Chors anbauen.                 | An der Außenmauer des nördlichen Seitenschiffes. |      |
| Dr. Michael Eberhard | Pfarrer von St. Zeno von 1923 bis 1931.                                                                           | An der Außenmauer des nördlichen Seitenschiffes. |      |
| Josef Otter          | Stadtpfarrer in St. Zeno, gestaltete die Werktagskapelle neu.                                                     | An der Außenmauer des nördlichen Seitenschiffes. |      |
| Eduard Zeller        | Stadtpfarrer in St. Zeno, gestaltete den heutigen spätgotischen Hochaltar.                                        | An der Außenmauer des nördlichen Seitenschiffes. |      |

### Gedenktafeln
| Name                     | Erläuterung | Lage                                                                        | Bild |
| ------------------------ | --- | --------------------------------------------------------------------------- | ---- |
| Ferdinand Geeböck        | Geeböck war als Kur-, Krankenhaus- und Armenarzt in Bad Reichenhall tätig. Er ist Ehrenbürger der Stadt. | Außenwand der Kirche, links vom Hauptportal.                                |      |
| Maksymilian Gierymski    | Polnischer Maler und Zeichner. Wurde auf dem Friedhof St. Zeno beerdigt, die Grabstelle aber vermutlich aufgelöst. | An der Mauer, die in östlicher Richtung an die Apsis der Kirche anschließt. |      |
| Johann Häusl             | Johann Häusl war Bürgermeister der eigenständigen Gemeinde St. Zeno. Nach ihm ist die Johann-Häusl-Straße benannt. | An der Außenmauer des nördlichen Seitenschiffes.                            |      |
| Gottfried Heilingbrunner | Gottfried Heilingbrunner war Hauptlehrer sowie Mitbegründer und Leiter der Fortbildungsschule (Berufsschule) und 25 Jahre Chormeister der Liedertafel. Die Heilingbrunnerstraße sowie die dortige Knabenschule (heute Grundschule) tragen seinen Namen.                                                                                                  | An der Mauer, die in östlicher Richtung an die Apsis der Kirche anschließt. |      |
| Lothar Korvin            | Lothar Korvin war Maler. Neben herkömmlichen Ölgemälden und Bleistiftzeichnungen gestaltete er unzählige Hausfassaden in Bad Reichenhall. | An der Mauer, die in östlicher Richtung an die Apsis der Kirche anschließt. |      |
| Josef „Pewo“ Pertsch     | Pewo Pertsch war einer der besten alpinen Skirennläufer seiner Zeit und hält bis heute den Rekord für die Nordabfahrt des Predigtstuhls. Pertsch fiel im 1941 im Alter von 21 Jahren am Fuße des Olymp. | An der Mauer, die in östlicher Richtung an die Apsis der Kirche anschließt. |      |
| Ernst Rinck              | Ernst Rinck war kgl.-sächsischer Zollvereinsinspektor und Eigentümer des Hotels Axelmannstein. Gemeinsam mit Matthias Mack gilt er als Gründer des Kurbetriebs in Bad Reichenhall. Rinck war auch an der Errichtung des Dianabades maßgeblich beteiligt. Rinck ist Ehrenbürger und die Rinckstraße unweit des Hotels Axelmannstein ist nach ihm benannt. | Außenwand der Kirche, links vom Hauptportal.                                |      |